# Politiezone Sint-Gillis-Waas/Stekene
De PZ Sint-Gillis-Waas/Stekene of Politiezone Sint-Gillis-Waas/Stekene (zonenummer 5431) was een Belgische politiezone in de provincie Oost-Vlaanderen, bestaande uit de gemeenten Sint-Gillis-Waas en Stekene, beiden in het gerechtelijke arrondissement Dendermonde.
Hoofd van de lokale politiezone Sint-Gillis-Waas/Stekene was Korpschef (Hoofdcommissaris) Lucas De Witte.
Op 1 januari 2015 is deze politiezone samen met de Politiezone Beveren op gegaan in de Politiezone Waasland-Noord.